# Stenocephalemys albocaudata
Stenocephalemys albocaudata — вид гризунів родини мишевих (Muridae). Зустрічається тільки в Ефіопії. Його природними середовищами існування є субтропічні або тропічні високогірні чагарники та субтропічні чи тропічні високогірні луки.

## Морфологічна характеристика
Відмінною рисою є білий хвіст, який рідко вкритий майже непомітними волосками. Вид має м'яке хутро і є найбільшим представником роду. Досягає довжини тіла від 10,6 до 19,5 см, довжини хвоста від 11,2 до 17,5 см і ваги від 83 до 198 г. Довжина задніх лап становить від 2,1 до 3,6 см, а довжина вух — від 2,4 до 3,2 см. Жовта лінія відокремлює темне хутро пісочного кольору зверху тіла від світло-сірого до білого низу. Інші характеристики включають сірі вуха, темні кола під очима та білі ноги.

## Спосіб життя
Відповідно до небагатьох досліджень, вид є нічним і наземним. Розмноження відбувається з травня по жовтень у більш вологий сезон. Самиці народжують в середньому 3,6 потомства за один виводок.